# Walker Boone
Pour les articles homonymes, voir Boone.
Walker Boone, né le 4 mai 1944 et  mort le 29 janvier 2021, est un acteur canadien,.

## Filmographie

### Cinéma
- 1981 : Deadline : Newscaster
- 1981 : The Last Chase : Policeman #1 at Frank's house
- 1981 : Gas : gangster 1 (Dutch)
- 1982 : Visiting Hours : Elevator Policeman
- 1982 : Les Jeunes adultes (en) (Hard Feelings) de Daryl Duke : Stanley
- 1983 : Spasmes (Spasms) : sergent Brody
- 1986 : Youngblood : Assistant Coach
- 1987 : Blue Monkey : Johnson
- 1991 : F/X2, effets très spéciaux (F/X2) : Mansion Guard #1
- 1992 : Snake Eater III: His Law : lieutenant Durkee
- 1996 : Balance of Power : Charlie
- 1996 : Darkman 3 (Darkman III: Die Darkman Die) (vidéo) : sergent Troy

### Télévision
- 1990 :  The Adventures of Super Mario Bros. 3 : Mario
- 1991 : Captain N and the New Super Mario World : Mario

- 1984 : He's Fired, She's Hired : Moussaka Husband
- 1985 : The Execution of Raymond Graham :
- 1986 : Crime de la passion (The High Price of Passion) : Bartender
- 1987 : Nightstick : Roger Bantam
- 1990 : Murder Times Seven : Loving Couple
- 1991 : The Return of Eliot Ness : Bouncer
- 2000 : Mission secrète sur internet (Mail to the Chief) : CIA Agent #1
- 2000 : Catastrophe à la Nouvelle-Orléans (On Hostile Ground) : Poly-U-Boss
- 2002 : Guilt by Association : Larry
- 2003 : Mafia Doctor : Paul Mori